# Siły Zbrojne Ustaszy
Siły Zbrojne Ustaszy (chor. Ustaška Vojnica) – regularna formacja zbrojna chorwackich ustaszy w Niepodległym Państwie Chorwackim (NDH) podczas II wojny światowej.

## Geneza
Po agresji wojsk Osi na Królestwo Jugosławii 6 kwietnia 1941 r. i klęskach jugosłowiańskich wojsk, władzę w Chorwacji objęli ustasze. 10 kwietnia jeden z ich przywódców Slavko Kvaternik ogłosił uroczyście w Zagrzebiu powstanie Niepodległego Państwa Chorwackiego. 20 kwietnia przyjechał Ante Pavelić, przyjmując tytuł poglavnika (na wzór niemieckiego führera). Terytorium NDH objęło także obszary Dalmacji, Bośni i Hercegowiny z ludnością muzułmańską oraz część Serbii (Syrmia i Sandżak). Już pod koniec kwietnia rozpoczęły się represje wobec Serbów, jak palenie ich domów, rabunki, gwałty, przesiedlenia, czy mordowanie. Początkowo dokonywały tego nieregularne oddziały i grupy uzbrojonych ustaszy przy bierności wojsk niemieckich i włoskich. 22 lipca rząd NDH ogłosił oficjalnie prowadzenie polityki rasowej wobec serbskiej ludności cywilnej.

## Regularne wojska ustaszy
Główną jednostką bojową Sił Zbrojnych Ustaszy była elitarna Przyboczna Dywizja Poglavnika (Poglavnikova tjelisna divizija). Została utworzona już 10 kwietnia 1941 r. w Zagrzebiu jako batalion. Składał się on wówczas z ok. 200 ustaszy (povratnika), którzy przed wojną przebywali na emigracji we Włoszech. Na ich czele stanął Ante Moškov. Przez najbliższe miesiące spośród żołnierzy Batalionu sformowano zalążki wielu innych oddziałów ustaszy, zaś do jednostki napływali nowi rekruci. Pod koniec 1941 r. wzięła ona udział w pierwszych walkach w rejonie Kordunu na południe od Zagrzebia. W późniejszym okresie przydzielano do niej najbardziej zasłużonych i lojalnych żołnierzy z różnych jednostek ustaszy, co stanowiło dla nich duży honor. 10 maja 1942 r. Batalion Przyboczny Poglavnika został rozbudowany do wielkości brygady, a 1 czerwca 1943 r. – dywizji w sile dwóch pułków piechoty, batalionu pancernego, kawalerii i gwardii. Jednostka była najlepiej wyposażona i uzbrojona (miała na swoim stanie większość chorwackiej broni pancernej) w Siłach Zbrojnych Ustaszy.
Pierwszymi oddziałami bojowymi ustaszy były kompanie ustaszy, organizowane już od pierwszych dni istnienia NDH. Początkowo były one nazywane od miejscowości, w których zostały sformowane (np. Zagrebačka satnija). Do początku sierpnia 1941 r. kompanie dostały kolejne numery od 1 do co najmniej 49, zwiększając jednocześnie swoje stany liczebne. Jesienią zostały one połączone w bataliony bojowe ustaszy. Jednakże kilka kompanii pozostało samodzielnymi jednostkami do wiosny 1942 r. (jedna nawet do lipca). Ich zadaniem było zabezpieczanie okolicznych obszarów po ustanowieniu NDH 10 kwietnia, zwalczanie politycznej i uzbrojonej opozycji, eliminowanie wrogów państwa.
Podstawę Sił Zbrojnych Ustaszy stanowiło 39 batalionów bojowych ustaszy, sformowanych do czerwca 1943 r., Brygada Garnizonowa Zagrzebia i 4 bataliony Einsatzstaffel złożone z miejscowych Niemców, które ostatecznie w kwietniu 1943 r. zostały dołączone do 7 Ochotniczej Dywizji Górskiej SS „Prinz Eugen”. Głównodowodzącym Sił Zbrojnych Ustaszy był płk Tomislav Sertić. Spośród trzech batalionów ustaszy sformowano we wrześniu 1941 r. w Sarajewie 1 Pułk Ustaszy, zwany Czarnym Legionem, który wyróżnił się później w ciężkich walkach z serbskimi czetnikami i komunistycznymi partyzantami Josipa Broz Tity we wschodniej Bośni.
Od 1 czerwca do 31 grudnia 1943 r. odbyła się pierwsza reorganizacja Sił Zbrojnych Ustaszy. Spośród batalionów bojowych ustaszy utworzono 6 brygad ustaszy, do których stopniowo napływali nowi rekruci, zwiększając ich liczebność. Jednostki ustaszy przejęły główny ciężar walki z komunistami i czetnikami na terytorium NDH. W okresie od 1 stycznia do 20 listopada 1944 r. doszło do drugiej reorganizacji Sił Zbrojnych Ustaszy. Liczba brygad ustaszy została zwiększona do 18, powstała też Brygada Garnizonowa Ustaszy „Zagrzeb”:
- 1 Brygada Bojowa Ustaszy (Pale)
- 2 Brygada Bojowa Ustaszy (Hrvatska Mitrovica-Našice-Donji Miholjac)
- 3 Brygada Bojowa Ustaszy (Karlovac)
- 4 Brygada Bojowa Ustaszy (Gospić)
- 5 Brygada Bojowa Ustaszy (Bugojno-Livno-Koprivnica)
- 6 Brygada Bojowa Ustaszy (Imotski)
- 7 Brygada Bojowa Ustaszy (Omiš)
- 8 Brygada Bojowa Ustaszy (Kostajnica)
- 9 Brygada Bojowa Ustaszy (Mostar)
- 10 Brygada Bojowa Ustaszy (Zagrzeb)
- 11 Brygada Bojowa Ustaszy (Sarajewo)
- 12 Brygada Bojowa Ustaszy (Tuzla)
- 13 Brygada Bojowa Ustaszy (Vinkovci)
- 14 Brygada Bojowa Ustaszy (Nova Gradiška)
- 15 Brygada Bojowa Ustaszy (Zabok)
- 16 Brygada Bojowa Ustaszy (Brod na Savi)
- 17 Brygada Bojowa Ustaszy (Ogulin)
- 18 Brygada Bojowa Ustaszy (Otočac)

Jesienią 1944 r. nowym głównodowodzącym Sił Zbrojnych Ustaszy mianowano płk. Ivo Herenčicia. 20 listopada zostały one połączone z Chorwacką Domobraną, czyli regularnymi wojskami NDH, w jednolite Chorwackie Siły Zbrojne (Hrvatske Oružane Snage).

## Samodzielne jednostki Sił Zbrojnych Ustaszy
1 Slavońska Brygada Ustaszowsko-Domobrańska (1. Domobransko-ustaški slavonski zdrug), zwana też Brygadą „Nova Gradiška” – sformowana prawdopodobnie w styczniu 1942 r. w celu zwalczania serbskich czetników w centralnej Slawonii pod dowództwem płk. Slavko Skolibera, siedziba dowództwa była prawdopodobnie Nova Gradiška, istniała na pewno do poł. 1943 r.
Ludowa Brygada Ustaszy (Pučko-Ustaški Zdrug) – sformowana na pocz. grudnia 1944 r. w Vinkovci pod dowództwem gen. Josipa Metzgera z elementów rozwiązanej II Brygady Rekruckiej i resztek zniszczonej w rejonie Mitrovicy 7 Brygady Garnizonowej, składała się z trzech pułków ustaszy, ochraniała linie kolejowe i drogi Osijek-Vinkovci-Striživojna-Slavonski Brod i Osijek-Đakovo-Striživojna, rozwiązana w marcu 1945 r.
Półbrygada Ustaszy „Zadar” (Ustaški Zadarski poluzdrug) – sformowana w lipcu 1944 r. pod dowództwem ppłk. Petara Zelicia, siedziba dowództwa w miejscowości Donji Zemunik koło Zadaru, jej zadaniem było najprawdopodobniej zwalczanie wrogich oddziałów na obszarze Dalmacji, rozwiązana prawdopodobnie we wrześniu 1944 r.
Brygada Szkoleniowa Ustaszy (Ustaški nastavni zdrug) – sformowana w kwietniu 1945 r. w Zagrzebiu z XX Brygady Rekruckiej, przydzielona następnie do 16 Dywizji Rekruckiej

## Kolejowe Wojska Ustaszy
13 października 1941 r. powstały Kolejowe Wojska Ustaszy (Zeljeznička Ustaška Vojnica) jako specjalny komponent sił zbrojnych odpowiedzialny za ochronę dworców i linii kolejowych oraz różnych instalacji. Ustasze służyli też jako eskorta w pociągach. Byli podzieleni na dwa bataliony w Zagrzebiu i Sarajewie, każdy po trzy kompanie. Dowództwo Kolejowych Wojsk Ustaszy było bezpośrednio podporządkowane A. Paveliciowi. Przydzielono mu też Brygadę Kontroli Ruchu Ustaszy, która między lutym i marcem 1943 r. została zreorganizowana i podzielona na dwie jednostki w Zagrzebiu i Sarajewie. W maju 1942 r. sformowano III batalion kolejowy w Osijeku. Na czele Kolejowych Wojsk Ustaszy stali: mjr Vilko Pečnikar (do 27 sierpnia 1942 r.), ppłk Ivo Herenčić (prawdopodobnie do grudnia 1942 r.), mjr Brulich.

## Wojska Ochronne Ustaszy
W ramach Sił Zbrojnych Ustaszy istniały wojska ochronne (obrabena lub obrana). Rozwijały się one od niewielkich oddziałów w październiku 1941 r. do jednostek w sile dywizji w 1944 r. Przez większość okresu istnienia NDH istniały dwie brygady ochronne ustaszy (I Brygada Ochronna Ustaszy), podległe Urzędowi Bezpieczeństwa Ustaszy (Ustaška Nadzorna Služba), która była odpowiednikiem hitlerowskiego Gestapo/SD. Ich zadaniem było przede wszystkim zapewnienie ochrony w chorwackich obozach koncentracyjnych. Ponadto zabezpieczały one obszar Jasenovac-Novska przed infiltracją ze strony komunistycznych partyzantów, przeprowadzając rajdy przeciwko wrogim wioskom i zwalczając partyzanckie oddziały. Pod koniec wojny pełniły już rolę zwykłych jednostek piechoty. Na ich czele przez cały okres istnienia NDH stał płk Vjekoslav Luburić.

## Wojska Rekruckie Ustaszy
Bataliony rekruckie ustaszy rozpoczęto formować od listopada 1941 r. Do końca 1942 r. powstało 37 lub 38 takich jednostek. Ich zadaniem było szkolenie rekrutów i uzupełnianie nimi regularnych oddziałów Sił Zbrojnych Ustaszy. Werbunek do nich był prowadzony przez dowództwo Sił Zbrojnych Ustaszy we wszystkich dystryktach NDH. Poszczególne kompanie, z których składały się bataliony rekruckie, były rozmieszczone w różnych miejscowościach dystryktów. Poza głównymi zadaniami używano ich również do ochrony różnych instalacji militarnych, lokalnych dowództw ustaszy, fabryk, kopalń, dróg, dworców i linii kolejowych. Pomiędzy końcem 1942 i 1943 r. część batalionów rekruckich przekształcono w regularne bataliony Sił Zbrojnych Ustaszy. Pozostałe na przełomie 1943/1944 r. przeorganizowano w bataliony garnizonowe. Wojska Rekruckie składały się z następujących jednostek:
- 1 Batalion Rekrucki Ustaszy „Sana i Luka”
- 2 Batalion Rekrucki Ustaszy „Bilogora”
- 3 Batalion Rekrucki Ustaszy „Bilogora”
- 4 Batalion Rekrucki Ustaszy „Posavlje”
- 5 Batalion Rekrucki Ustaszy „Pokuplje”
- 6 Batalion Rekrucki Ustaszy „Lika i Gačka”
- 7 Batalion Rekrucki Ustaszy „Livac i Zapolje”
- 8 Batalion Rekrucki Ustaszy „Pokuplje”
- 9 Batalion Rekrucki Ustaszy „Bribir i Sidraga”
- 10 Batalion Rekrucki Ustaszy „Hum”
- 11 Batalion Rekrucki Ustaszy „Livac i Zapolje”
- 12 Batalion Rekrucki Ustaszy „Modruš”
- 13 Batalion Rekrucki Ustaszy „Cetina”
- 14 Batalion Rekrucki Ustaszy „Baranja”
- 15 Batalion Rekrucki Ustaszy „Gora”
- 16 Batalion Rekrucki Ustaszy „Vrhbosna”
- 17 Batalion Rekrucki Ustaszy „Vinodol i Podgorje”
- 18 Batalion Rekrucki Ustaszy „Lašva and Glaž”
- 19 Batalion Rekrucki Ustaszy „Usora i Soli”
- 20 Batalion Rekrucki Ustaszy „Zagorje”
- 21 Batalion Rekrucki Ustaszy „Vuka”
- 22 Batalion Rekrucki Ustaszy „Prigorje”
- 23 Batalion Rekrucki Ustaszy „Zagrzeb”
- 24 Batalion Rekrucki Ustaszy „Bilo Gora”
- 25 Batalion Rekrucki Ustaszy „Pliva i Rama”
- 26 Batalion Rekrucki Ustaszy „Baranja”
- 27 Batalion Rekrucki Ustaszy „Vrhbosna”
- 28 Batalion Rekrucki Ustaszy „Vuka”
- 29 Batalion Rekrucki Ustaszy „Zagrzeb”
- 30 Batalion Rekrucki Ustaszy „Vuka”
- 31 Batalion Rekrucki Ustaszy „Zagrzeb”
- 32 Batalion Rekrucki Ustaszy „Krbava i Psat”
- 33 Batalion Rekrucki Ustaszy „Prigorje”
- 34 Batalion Rekrucki Ustaszy „Cetina”
- 35 Batalion Rekrucki Ustaszy „Pokuplje”
- 36 Batalion Rekrucki Ustaszy „Dubrava”
- 37 Batalion Rekrucki Ustaszy „Cetina”
- Batalion Rekrucki Ustaszy „5 grudnia 1918”
- Batalion Rekrucki Inżynieryjny Ustaszy

Na początku grudnia 1944 r. została sformowana Dywizja Szkoleniowa i Rekrucka Ustaszy (Ustaška Nastavno-Doknadna Divizija) z dowództwem w Zagrzebiu, początkowo pod nazwą 16 Chorwackiej Dywizji Rekruckiej (16. Hrvatska Doknadna Divizija). Na jej czele stanął płk Milivoj Durbešić. Składała się z 21 i 23 Brygad Rekruckich Piechoty oraz XX Brygady Rekruckiej Ustaszy, przemianowanej w kwietniu 1945 r. na Brygadę Szkoleniową Ustaszy (łącznie 16 batalionów rekruckich i 4 rekruckie baterie artylerii). Później dodano do niej także Rekrucki Batalion Saperów Ustaszy. Ogółem liczyła ok. 9-9,5 tys. żołnierzy.

## Wojska Garnizonowe Ustaszy
Na przełomie 1943/1944 r. na bazie batalionów rekruckich sformowano większość kompanii i batalionów garnizonowych (posadna bojna i satnija) ustaszy. Kilka istniało już wcześniej. Ich żołnierze byli rekrutowani spośród mężczyzn starszych wiekiem. Poza tym były one słabo lub tylko częściowo uzbrojone. Jednostki garnizonowe kontynuowały zadania szkoleniowe, ale ich głównym zadaniem było pełnienie funkcji ochronnych i strażniczych na obszarze ich stacjonowania. Ich żołnierze pomagali także policji NDH w kontrolowaniu i przemieszczaniu ludności cywilnej oraz różnych czynnościach dochodzeniowo-śledczych. Nosili specjalne granatowe mundury z emblematem ustaszy. Wojska Garnizonowe składały się z następujących jednostek:
- Batalion Garnizonowy Ustaszy Belišće
- Batalion Garnizonowy Ustaszy Bos. Šamac
- Batalion Garnizonowy Ustaszy Brinje
- Batalion Garnizonowy Ustaszy Derventa
- Batalion Garnizonowy Ustaszy Djakovo
- Batalion Garnizonowy Ustaszy Djurdjevac (Ðurđevac)
- Batalion Garnizonowy Ustaszy Drežnik
- Batalion Garnizonowy Ustaszy Glina
- Batalion Garnizonowy Ustaszy Goranska
- Batalion Garnizonowy Ustaszy Hadžići
- Batalion Garnizonowy Ustaszy Hutovo
- Batalion Garnizonowy Ustaszy Jastrebarsko (Jaska)
- Batalion Garnizonowy Ustaszy Karlovac
- Batalion Garnizonowy Ustaszy Kloštar
- Batalion Garnizonowy Ustaszy Koprivnica
- Batalion Garnizonowy Ustaszy Kotor Varoš
- Batalion Garnizonowy Ustaszy Lečevica
- Batalion Garnizonowy Ustaszy Lovinac
- Batalion Garnizonowy Ustaszy Makarska
- Batalion Garnizonowy Ustaszy Moslavačka
- Batalion Garnizonowy Ustaszy Novigrad Podravski
- Batalion Garnizonowy Ustaszy Novska
- Batalion Garnizonowy Ustaszy Ogulin
- Batalion Garnizonowy Ustaszy Otočac
- Batalion Garnizonowy Ustaszy Ozajl
- Batalion Garnizonowy Ustaszy Petrinja
- Batalion Garnizonowy Ustaszy Rečica
- Batalion Garnizonowy Ustaszy Sana
- Batalion Garnizonowy Ustaszy Sarajewo
- Batalion Garnizonowy Ustaszy Senj
- Batalion Garnizonowy Ustaszy Slavonski Brod
- Batalion Garnizonowy Ustaszy Slunj
- Batalion Garnizonowy Ustaszy Sušak
- Batalion Garnizonowy Ustaszy Udbina
- Batalion Garnizonowy Ustaszy Vinkovci
- Batalion Garnizonowy Ustaszy Vrbovsko
- Batalion Garnizonowy Ustaszy Zagrzeb
- Batalion Garnizonowy Ustaszy Županja
- Kompania Garnizonowa Ustaszy Vrgorac

## Jednostki wsparcia i służb ustaszy
Były to oddziały w sile kompanii, o których niewiele wiadomo:
- kompania kwatery głównej Sił Zbrojnych Ustaszy (Zapovjedničtva satnija U.V.) – stacjonowała w Zagrzebiu, istniała na pewno między końcem lipca 1942 r. i 1944 r.
- kompania łączności ustaszy (Dojavna satnija U.V.) – stacjonowała w Zagrzebiu, pełniła służbę przy kwaterze głównej Sił Zbrojnych Ustaszy
- kompania transportowa ustaszy (Ustaška samovozna satnija) – stacjonowała w Zagrzebiu na pewno w 1944 r.
- kompania medyczna ustaszy (Ustaška zdravstvena satnija) – stacjonowała od 1 grudnia 1942 r. w Zagrzebiu, pełniła służbę przy kwaterze głównej Sił Zbrojnych Ustaszy
- kompania robotnicza ustaszy (Ustaška obrtna satnija) – stacjonowała od 1 grudnia 1942 r. na pewno do grudnia 1943 r. w Zagrzebiu, pełniła służbę przy kwaterze głównej Sił Zbrojnych Ustaszy
- kompania studencka ustaszy (Ustaška djačka satnija) – sformowana prawdopodobnie w kwietniu 1945 r. jako część Dywizji Szkoleniowej Ustaszy spośród uczniów szkół wojskowych ustaszy
- kompania akademicka ustaszy (Ustaška sveučilišna satnija) – sformowana już w kwietniu lub na początku maja 1941 r. w Zagrzebiu, istniała prawdopodobnie do końca roku z podporządkowaniem Czarnemu Legionowi.

## Szkolnictwo wojskowe Sił Zbrojnych Ustaszy
W ramach Sił Zbrojnych Ustaszy istniało kilka szkół wojskowych, kształcących oficerów i podoficerów oraz zapewniających przeszkolenie wojskowe. Były to:
- Szkoła Artylerii Sił Zbrojnych Ustaszy (Topnička škola Ustaška Vojnica) – w poł. 1944 r. mieściła się w miejscowości Kerestinec na zachód od Zagrzebia, składała się z dowództwa, kadry instruktorskiej (68 ludzi) i dwóch baterii szkolnych
- I Szkoła Podoficerska Sił Zbrojnych Ustaszy (I. Dočastnička škola Ustaška Vojnica) – utworzona na pocz. listopada 1941 r. w Zagrzebiu, rozwiązana w maju 1942 r.
- II Szkoła Podoficerska Sił Zbrojnych Ustaszy (II. Dočastnička škola Ustaška Vojnica) – utworzona w sierpniu 1942 r. w miejscowości Krapina na północ od Zagrzebia, liczyła początkowo 342 kadetów, w listopadzie 1944 r. istniały cztery kompanie szkolne
- I Szkoła Oficerska Sił Zbrojnych Ustaszy (I. častnička škola Ustaška Vojnica) – utworzona na początku listopada 1941 r. w Zagrzebiu, liczyła początkowo 117 kadetów, rozwiązana w 1944 r.
- Szkoła Łączności Sił Zbrojnych Ustaszy (Dojavna škola Ustaška Vojnica) – utworzona w kwietniu 1942 r. w Zagrzebiu, liczyła 50 kadetów